# Domaine Ashbridge
Le domaine Ashbridge (anglais : Ashbridge Estate) est  situé à l'est de Toronto (Ontario, Canada). La propriété a été colonisée par la famille Ashbridge, des Quakers ayant quitté la Pennsylvanie après la Révolution américaine. Comme Loyalistes, ils se sont fait donner 240 ha de terrain au nord du lac Ontario, à l'est de la rivière Don en 1796, qu'ils avaient commencé à défricher deux ans plus tôt.
La famille a construit des cabanes en rondins et des maisons sur la grève de la baie Ashbridges (en). La maison actuelle a été construite en 1854, avec des agrandissements en 1900 et 1920. Alors que la ville de Toronto a connu une expansion, la famille a vendu sa terre pour ne laisser qu'un petit domaine de 0,8 ha dans les années 1920.
La maison est située sur la rue Queen Est, près de l'avenue Greenwood, dans le quartier Leslieville. En 1972, la famille Ashbridge a fait don du domaine à la Fiducie du patrimoine ontarien, et elle a continué à l'habiter jusqu'en 1997. Les Ashbridge sont l'une des rares familles à avoir habité le même lot sur plus de 200 ans à Toronto.

## Histoire

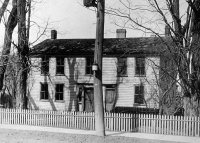
L'une des maisons de 1811.

La famille Ashbridge est une famille de Quakers qui a habité le comté de Chester en Pennsylvanie à partir de la moitié du XVIIIe siècle. Jonathan Ashbridge a été exclu par le temple de Chester peu après la fin de la guerre d'indépendance des États-Unis et est mort en 1782. Sa veuve, Sarah, est arrivée au Haut-Canada en 1793 avec ses fils John et Jonathan, ses trois filles, ainsi que leurs familles. La légende locale veut qu'ils aient passé leur premier hiver dans les ruines du fort Rouillé, près du présent fort York.
En 1794, la famille commence à défricher les terres à l'est de l'actuelle avenue Greenwood sur trois lots concédés par John Graves Simcoe sur le long d'une piste qui deviendra le chemin Kingston (en). En tant que victime de l'expulsion des Loyalistes, la famille s'est vu concéder un terrain de 600 acres (240 ha) en 1796, connu comme étant les lots 7, 8 et 9, allant du lac Ontario à l'actuelle avenue Danforth. Une cabane en rondins a été construite à environ 60 m de la rive du lac Ontario, par une baie formée par l'embouchure de la rivière Don. Pendant qu'ils défrichaient la terre, la famille vivait de la pêche, de la chasse à la sauvagine, et de l'élevage de leurs cochons. Elle a vendu du blé dès qu'elle a réussi à en cultiver. Durant l'hiver, ils vendaient de la glace qu'ils coupaient dans la baie.
Sarah est morte en 1801. John et Jonathan se sont tous deux mariés en 1809 et se sont chacun construit une maison de deux étages la même année. Les maisons étaient situées à l'ouest du présent domaine. John et Jonathan ont été maîtres de piste sur le chemin Kingston de 1797 à 1817. Ils ont tous deux participé à la guerre de 1812 et la Rébellion du Haut-Canada. Jesse, le fils de Jonathan, a hérité d'une partie du lot 9 à la mort de son père en 1845.

### Maison Jesse Ashbridge

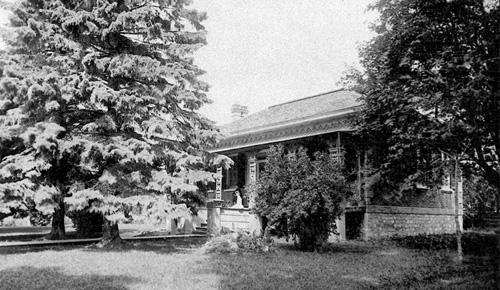
La maison Jesse Ashbridge avant son agrandissement de 1899.

La maison Jesse Ashbridge a été construite sur le lot familial en 1854. Elle a été construite pour le fils de Jonathan, Jesse Ashbridge, par l'architecte Joseph Sheard (en), qui sera plus tard maire de Toronto. La maison a été construite selon le style Regency, avec des murs en brique disposés selon un appareil flamand. Elle a un toit en croupe et une galerie. Jesse s'est marié en 1864 et est mort en 1874.
La banlieue de Toronto a atteint le domaine à la fin du XIXe siècle. La veuve de Jesse, Elizabeth, commence à subdiviser son lot en 1893. Un second étage de style Second Empire a été ajouté à la maison en 1899, avec une mansarde, tout en conservant la galerie. La maison était à l'est de la maison ancestrale, qui a été démolie en 1913. Elizabeth a vécu dans la maison Ashbridge jusqu'à sa mort en 1918.
Une annexe a été ajoutée par Wellington, le fils d'Elizabeth, un ingénieur civil. Il s'agit d'une annexe de deux étages du côté nord.

### XXesiècle
Avec l’extension de la ville de Toronto vers l'est, Elizabeth et Wellington Ashbridg ont loti et vendu une grande partie du lot familial comme terrain résidentiel. L'école publique Duke of Connaught (1912) et le centre de loisir communautaire S.H. Armstrong ont été construits sur les anciens vergers de la famille Ashbridge,. Le chemin Woodfield, à l'est du domaine, était une ancienne piste agricole menant aux terres plus au nord.
En 1920, la taille du domaine a été réduite à 2 acres (0,8 ha). Les filles de Wellington, Dorothy Bullen et Elizabeth Burdon ont fait don du domaine à la Fiducie du patrimoine ontarien en 1972, avec en plus la collection de la famille. Dorothy a habité dans la demeure jusqu'en 1997. Les Ashbridge sont la seule famille de Toronto à avoir occupé le même lot sur plus de 200 ans.

## Postérité
Plusieurs lieux des environs sont nommés d'après les Ashbridge. Au sud du domaine il y a le parc Jonathan Ashbridge et à l'est l'avenue Sarah Ashbridge. La baie sur le lac Ontario au sud a été nommée baie Ashbridges (en), d'après John Ashbridge. Le nord et l'est de la baie sont bordés par le parc Ashbridge's Bay. À l'ouest de la baie, on retrouve la station d'épuration des eaux usées de la baie Ashbridges (en), la principale station d'épuration et la seconde en volume au Canada.